# Slabce
Městys Slabce (německy Slabetz) se nachází v okrese Rakovník ve Středočeském kraji, zhruba dvanáct kilometrů od Rakovníka. Včetně všech částí v něm žije 733 obyvatel.

## Historie
První písemná zmínka o obci pochází z roku 1352, kde se nazývala Slabecz, jméno bylo etymologicky odvozeno od termínu slabý či slepý. a roku 1364 se připomíná Jan z Chlumku jako voják ze Slabců (Miles de Slabecz). v roce 1405 patřila zdejší farnost do děkanátu rakovnického. V roce 1785 byla emfyteutickým právem na pozemcích Václava Hildprandta vysazena nová osada, podle osídlení německými osadníky nazvaná Německé Slabce – Teutsch-Slabecz.
Od 29. května 2007 jsou Slabce městysem.

### Územněsprávní začlenění
Dějiny územněsprávního začleňování zahrnují období od roku 1850 do současnosti. V chronologickém přehledu je uvedena územně administrativní příslušnost městyse v roce, kdy ke změně došlo:
- 1850 země česká, kraj Praha, politický i soudní okres Rakovník[6]
- 1855 země česká, kraj Praha, soudní okres Rakovník
- 1868 země česká, politický i soudní okres Rakovník
- 1939 země česká, Oberlandrat Kladno, politický i soudní okres Rakovník[7]
- 1942 země česká, Oberlandrat Praha, politický i soudní okres Rakovník[8]
- 1945 země česká, správní i soudní okres Rakovník[9]
- 1949 Pražský kraj, okres Rakovník[10]
- 1960 Středočeský kraj, okres Rakovník
- 2003 Středočeský kraj, obec s rozšířenou působností Rakovník

### Rok 1932
V obci Slabce (přísl. Německá Slabce, 516 obyvatel, poštovní úřad, telegrafní úřad, telefonní úřad, četnická stanice, katol. kostel) byly v roce 1932 evidovány tyto živnosti a obchody: lékař, nákladní autodoprava, obchod s dobytkem, družstvo pro rozvod elektrické energie ve Slabcích, 2 galanterie, holič, 3 hostince, 3 kapelníci, klempíř, 3 koláři, kominík, kovář, 4 krejčí, mlýnské výrobky, mlýn, obchod s obuví Baťa, 2 obuvníci, pekař, 3 řezníci, sedlář, 2 obchody se smíšeným zbožím, spořitelní a záložní spolek pro Slabce, 2 obchody se střižním zbožím, 3 švadleny, 3 tesařští mistři, trafika, truhlář, velkostatek Slabce, zahradnictví, 2 zámečníci.

## Části obce
Městys Slabce se skládá z osmi částí na šesti katastrálních územích:
- Slabce (i název k. ú.)
- Kostelík (i název k. ú.)
- Malé Slabce (leží v k. ú. Slabce)
- Modřejovice (i název k. ú.)
- Nová Ves (leží v k. ú. Rousínov u Rakovníka)
- Rousínov (k. ú. Rousínov u Rakovníka)
- Skupá (i název k. ú.)
- Svinařov (i název k. ú.)

## Doprava
Městysem vede silnice II/233 Rakovník–Slabce–Radnice–Plzeň a silnice II/201 Kralovice–Slabce–Křivoklát–Zbečno-Unhošť.V roce 2021 z městyse jezdily autobusové linky 572 Rakovník–Krakovec–Slabce, Kostelík–Zvíkovec, pak 575 Rakovník–Pavlíkov–Slabce, Kostelík–Zvíkovec a 576 Rakovník–Slabce–Skryje.

## Pamětihodnosti

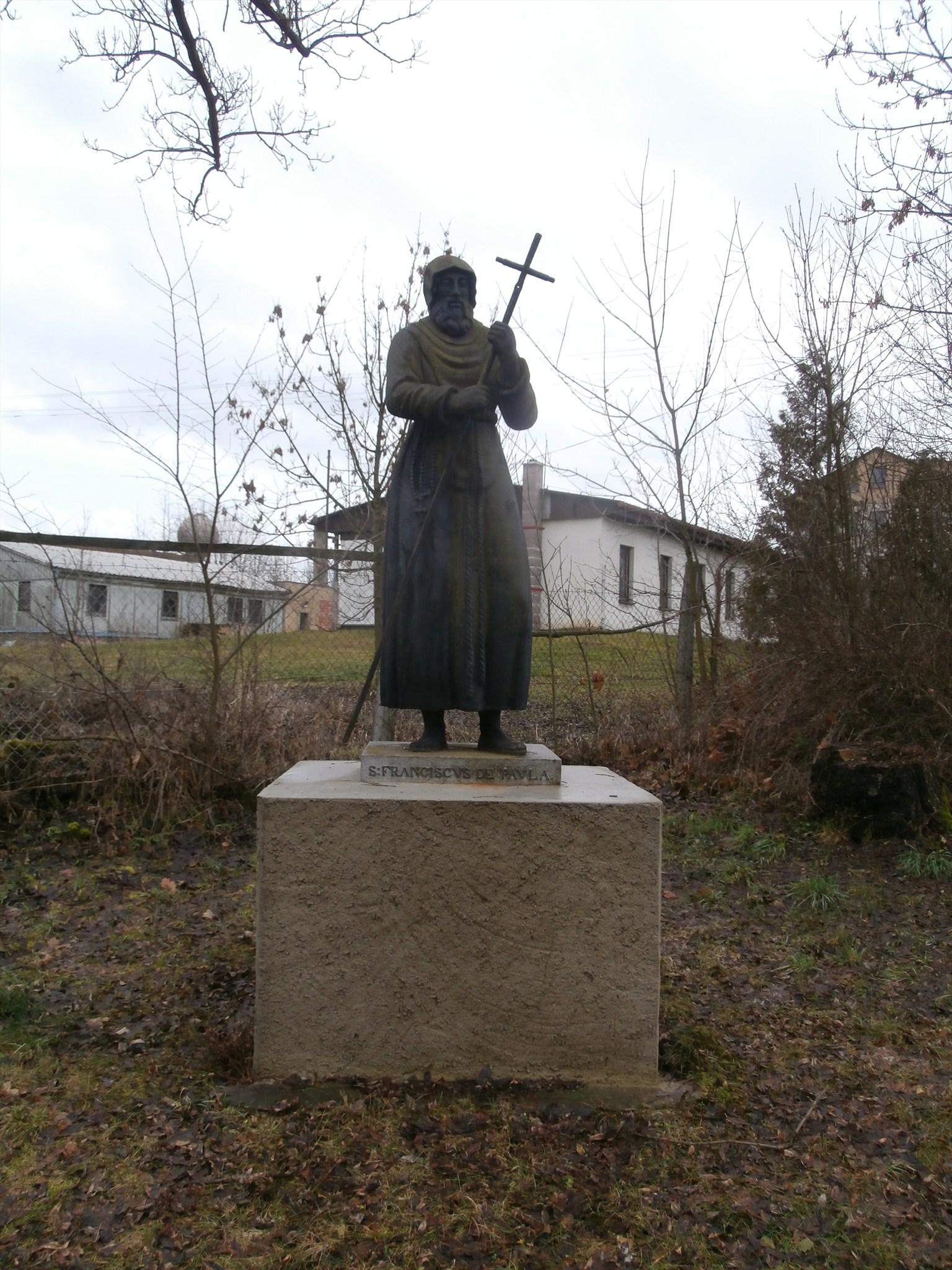
Socha svatého Františka z Pauly

- Zámek Slabce vystavěl na počátku 18. století svobodný pán František Karel Vančura z Řehnic; současně založil při zámku park. Po Vančurově smrti roku 1713 Slabce změnily několikrát majitele, až je v roce 1754 koupili Hildprandtové z Ottenhausenu. Podnikavý rod s kořeny v Tyrolsku povýšil Slabce na centrum svého rostoucího panství ve zdejším kraji, které zahrnovalo i hrad Krakovec a zámek ve Zhoři.[12] Za Hildprandtů došlo snad před rokem 1798 k první úpravě zámeckého parku na anglický, podobně jako v Blatné.[zdroj⁠?!] Empírovou podobu s hranolovou věží zámek získal po roce 1847, kdy jej koupil Hugo Nostic; ten roku 1866 postoupil panství Slabce novému majiteli, kterým se stal Alex Croy Dülmen. Princům de Croy patřil zámek do roku 1945.[12] Navzdory četným protinacistickým aktivitám za druhé světové války byla rodina posledního šlechtice ve Slabcích Alexe prince de Croy donucena v roce 1945 Slabce opustit a její majetek byl zkonfiskován a proměněn na zdravotní středisko a byty, později část budovy obsadily obecní úřad, obecní knihovna a reprezentační prostory slouží k pořádání kulturních a společenských akcí.[13] Součástí parku je volně přístupná barokní oranžérie se sochami světců (svatý Jan Nepomucký, svatý Florián, svatý Petr z Alkantary a svatý Václav). V parku jsou ještě další dvě sochy (svatého Jana Nepomuckého pod sportovním areálem a socha svatého Antonína na samém okraji parku za rybníkem při silnici do Svinařova) a tzv. kamenný stůl při cestě od zámku k sala terreně.
- Kostel svatého Mikuláše – původně románská stavba (na jižní vnější straně kostela ve zdivu je románský portál, snad z 12. století), barokně upravená v letech 1787-1789 s věž přestavěna počátkem 19. století.[14]
- Socha svatého Antonína Paduánského
- Socha svatého Františka z Pauly
- Zemědělský dvůr Sadlno
- Fara – spjatá s působením několika významných farářů (pozdější probošt vyšehradské kapituly Mikuláš Karlach (1831–1911) nebo včelařský odborník a autor prvních českých včelařských knih Josef Antonín Janiš (1749–1821), kterého na průčelí fary připomíná pamětní deska).
- Hřbitovní kaple Nanebevzetí Panny Marie z roku 1869
- Čechův mlýn – první elektrický válcový mlýn v bývalém Československu.

## Rodáci
- Karel Burian (1870–1924), pěvec (Rousínov čp. 40)
- Pravoslav Kotík (1889–1970), výtvarník (Slabce čp. 60 u saly terreny v zámeckém parku)
- Barbora Nerudová (1795–1869), matka básníka, novináře a spisovatele Jana Nerudy a dlouholetá hospodyně francouzského vědce Joachima Barrande, objevitele nalezišť zkamenělých trilobitů v nedalekých Skryjích (její rodný dům se nedochoval, stál na místě nynějšího domu čp. 20). Jan Neruda Slabce v dětství několikrát navštívil.
- Friedrich Goldscheider (1845–1897), podnikatel, majitel vídeňské továrny na keramiku a porcelán
- František Zuska (1887–1955), výtvarník (Svinařov čp. 35)

## Další fotografie

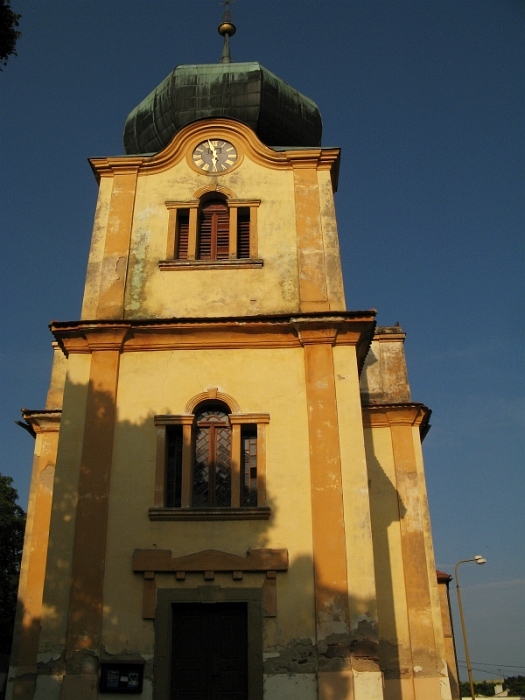
Kostel sv. Mikuláše
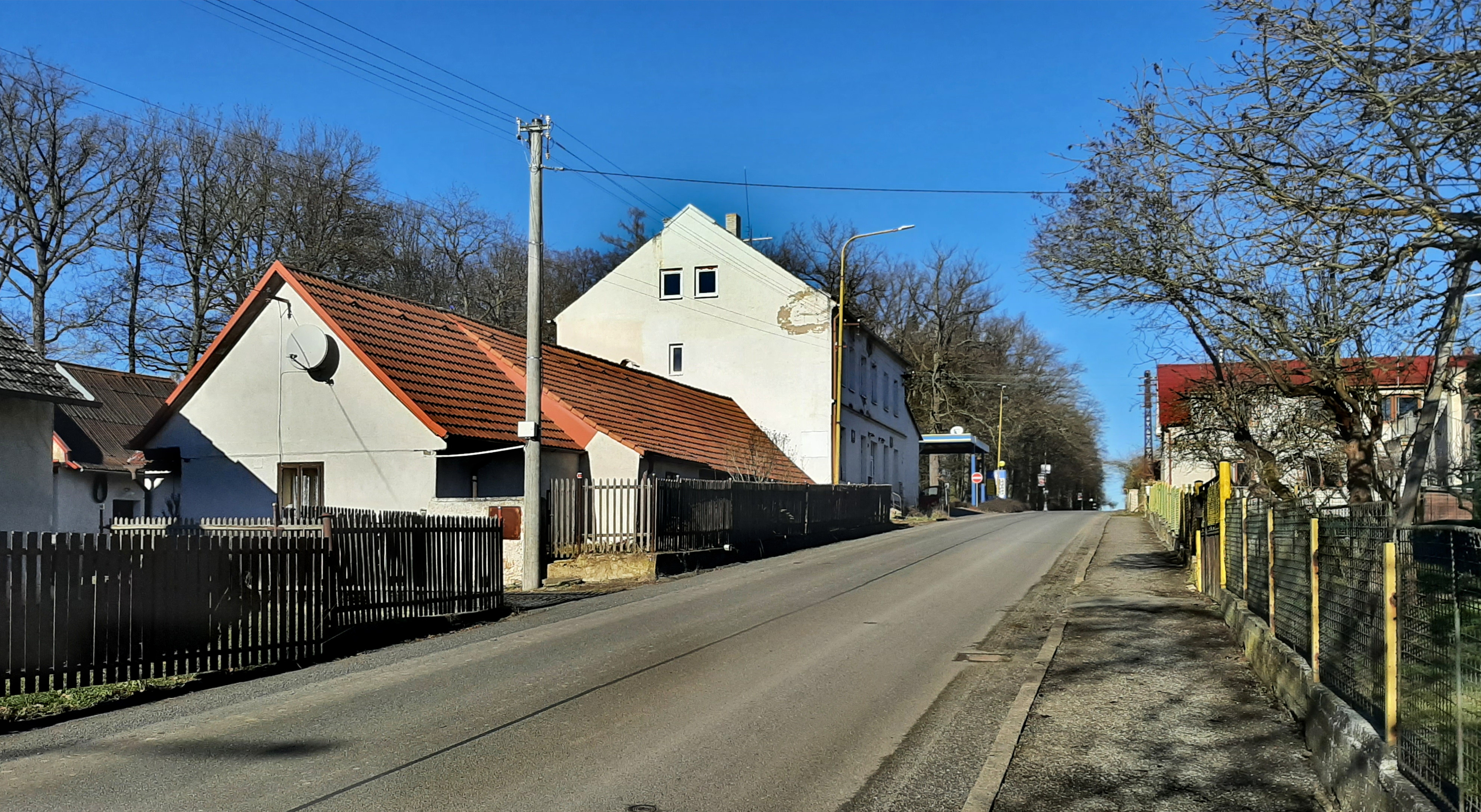
Silnice II/233
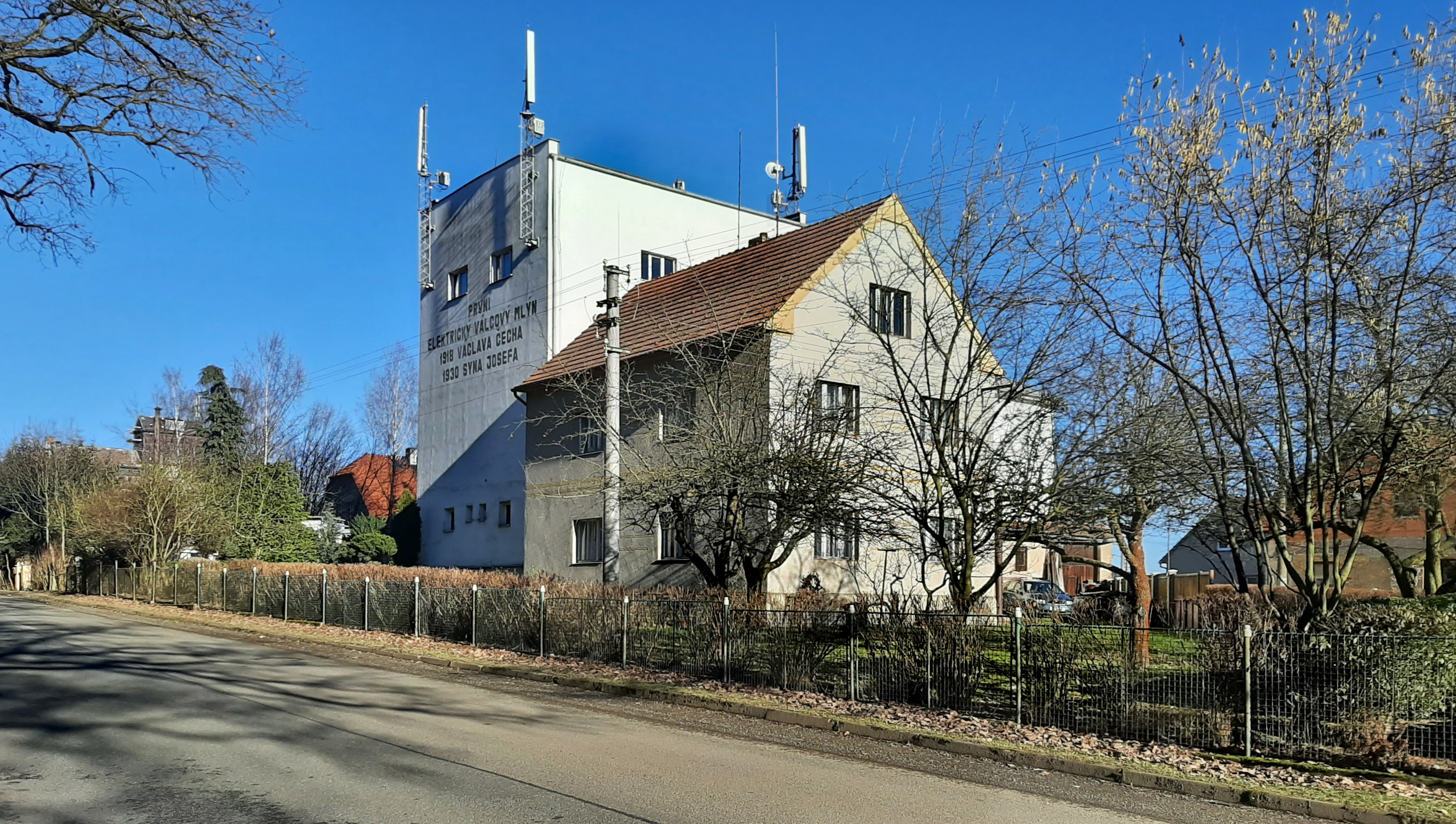
První elektrický válcový mlýn v Československu
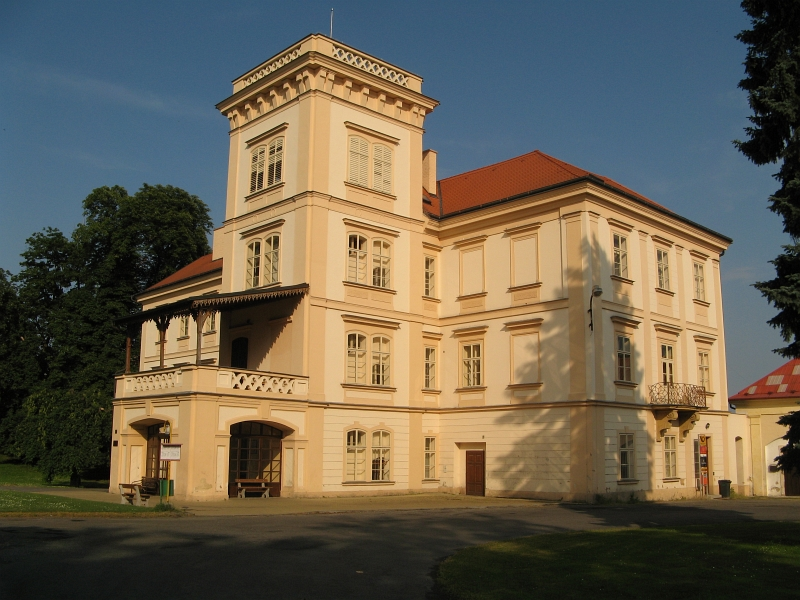
Zámek
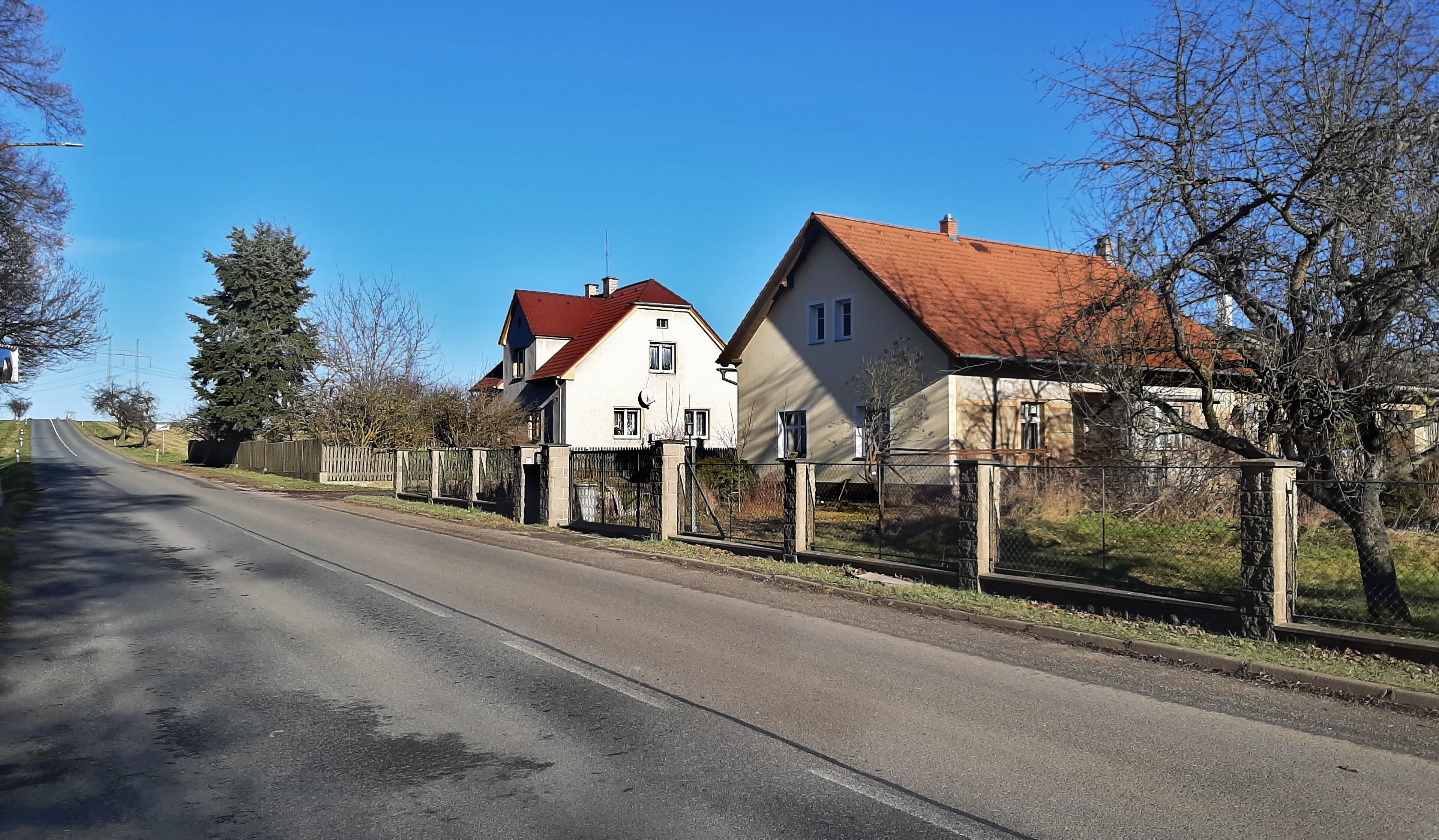
Severní část obce